# Junior Hernández
Junior Alexis Hernández Angulo (Orito, Putumayo, Colombia; 5 de abril de 1999) es un futbolista colombiano que juega de lateral izquierdo en el Deportes Tolima de la Categoría Primera A.

## Trayectoria

### Deportes Tolima
- Inició como jugador en las divisiones menores del Deportes Tolima, en el año 2019 debutó como futbolista profesional en un partido oficial de la Copa Colombia.

## Estadísticas
- Actualizado de acuerdo al último partido jugado el 19 de junio del 2025.

| Club                       | Div.          | Temporada     | Liga  | Liga  | Liga  | Copa Nacional | Copa Nacional | Copa Nacional | Copa Internacional | Copa Internacional | Copa Internacional | Total | Total | Total |
| Club                       | Div.          | Temporada     | Part. | Goles | Asis. | Part.         | Goles         | Asis.         | Part.              | Goles              | Asis.              | Part. | Goles | Asis. |
| -------------------------- | ------------- | ------------- | ----- | ----- | ----- | ------------- | ------------- | ------------- | ------------------ | ------------------ | ------------------ | ----- | ----- | ----- |
| Deportes Tolima · Colombia | 1.ª           | 2019          | 6     | 0     | 0     | 3             | 2             | 0             | 0                  | 0                  | 0                  | 9     | 2     | 0     |
| Deportes Tolima · Colombia | 1.ª           | 2020          | 7     | 0     | 0     | 0             | 0             | 0             | 0                  | 0                  | 0                  | 7     | 0     | 0     |
| Deportes Tolima · Colombia | 1.ª           | 2021          | 32    | 1     | 0     | 6             | 0             | 0             | 5                  | 0                  | 0                  | 43    | 1     | 0     |
| Deportes Tolima · Colombia | 1.ª           | 2022          | 37    | 3     | 5     | 6             | 0             | 0             | 8                  | 0                  | 2                  | 51    | 3     | 7     |
| Deportes Tolima · Colombia | 1.ª           | 2023          | 33    | 1     | 3     | 2             | 0             | 0             | 6                  | 1                  | 2                  | 41    | 2     | 4     |
| Deportes Tolima · Colombia | 1.ª           | 2024          | 47    | 3     | 2     | 1             | 0             | 0             | 1                  | 0                  | 0                  | 48    | 3     | 2     |
| Deportes Tolima · Colombia | 1.ª           | 2025          | 13    | 0     | 1     | 0             | 0             | 0             | 2                  | 0                  | 0                  | 15    | 0     | 1     |
| Total club                 | Total club    | Total club    | 175   | 8     | 11    | 18            | 2             | 0             | 22                 | 1                  | 4                  | 215   | 11    | 14    |
| Total carrera              | Total carrera | Total carrera | 175   | 8     | 11    | 18            | 2             | 0             | 22                 | 1                  | 4                  | 215   | 11    | 14    |

## Palmarés

### Torneos nacionales
| Título                | Club            | País     | Año  |
| --------------------- | --------------- | -------- | ---- |
| Torneo Apertura       | Deportes Tolima | Colombia | 2021 |
| Superliga de Colombia | Deportes Tolima | Colombia | 2022 |